# Louis Hofmann
 (septembre 2020).
Si vous disposez d'ouvrages ou d'articles de référence ou si vous connaissez des sites web de qualité traitant du thème abordé ici, merci de compléter l'article en donnant les références utiles à sa vérifiabilité et en les liant à la section « Notes et références ».
Pour les articles homonymes, voir Hofmann.
Louis Hofmann est un acteur allemand, né le 3 juin 1997 à Bergisch Gladbach. Il est connu, entre autres, pour avoir tenu le rôle-titre dans le film allemand Tom Sawyer (2011) et la série télévisée Dark (2017).

## Biographie

### Jeunesse
Louis Hofmann grandit à Cologne.
De 2006 à 2008, il acquiert sa première expérience devant la caméra pendant les heures du service du WDR. Là, il teste des activités de loisirs en tant que « randonneur » dans la section familiale.

### Carrière
En 2010, il participe à la série Danni Lowinski. Dans la même année, il joue le fils d'Edgar Selge dans The Prodigal Father et Heino Ferch à Tod à Istanbul.
En 2011, après des rôles dans Wilsberg et Alerte Cobra 11, il joue le rôle-titre dans Tom Sawyer pour lequel il reçoit le prix spécial New Faces Award en 2012. Avec Léon Seidel, qui joue le rôle d'Huck Finn, il est impliqué dans la bande originale du film en tant que chanteur de la chanson Barefuβ Gehen. Le tournage de la suite Les aventures d'Huck Finn, en été 2011, était la troisième collaboration que Louis Hoffman avait avec la réalisatrice Hermine Huntgeburth. En parallèle, il choisit pour la tragi-comédie de Vanessa Jopp L'Homme presque parfait en tant que neveu de l'Ulf joué par Benno Fürmann.
En 2012, il apparaît dans l'épisode The Lost Son de la série télévisée Stolberg.
En 2014, il est Werner Krollmann dans le film The Witness House, basé sur le livre homonyme de Christiane Kohl.
En 2015, il dépeint le Wolfgang rebelle dans Freistatt, qui est placé dans une maison de redressement. Pour sa performance, il reçoit le Bavarian Film Award dans la catégorie meilleur acteur jeune et le Young Actor Award pour le German Actor Award. Il obtient sa première expérience internationale en filmant la coproduction danoise-allemande Under the Sand - The promise of Freedom du réalisateur Martin Zandvliet. Il a également remporté plusieurs prix de cinéma pour ce rôle.
Plus récemment, dans l'adaptation cinématographique du best-seller d'Andreas Steinhöfel, Die Mitte der Welt, de 2016, il a joué le rôle principal de Phil. Il joue également depuis 2017 le rôle principal de Jonas Kahnwald dans la série Dark sur Netflix.

### Vie privée
Après avoir terminé ses études secondaires, Louis Hofmann déménage à Berlin, où il vit en colocation à Mitte. Il aime particulièrement les films internationaux, car ils illustrent la coopération entre plusieurs pays.
Il a annoncé récemment lors d'un interview avec GQ Germany qu'il avait déménagé à Londres en 2023.

## Filmographie

### Films
- 2011 : Tom Sawyer de Hermine Huntgeburth : Tom Sawyer
- 2012 : Les Aventures de Huck Finn (Die Abenteuer des Huck Finn) de Hermine Huntgeburth : Tom Sawyer
- 2013 : Der fast perfekte Mann de Vanessa Jopp : Aaron
- 2015 : Refuge (Freistatt) de Marc Brummund : Wolfgang
- 2015 : Les Oubliés (Under sandet) de Martin Zandvliet : Sebastian Schumann
- 2016 : Seul dans Berlin (Alone in Berlin) de Vincent Perez : Hans Quangel
- 2016 : Moi et mon monde (Die Mitte der Welt) de Jakob M. Erwa : Phil
- 2017 : Lommbock (Lommbök) de Christian Zübert : Jonathan
- 2018 : Red Sparrow de Francis Lawrence : le directeur de banque
- 2018 : Ende Neu de Leonel Dietsche : Le nain (voix)
- 2018 : Prélude de Sabrina Sarabi : David
- 2018 : Noureev (The White Crow) de Ralph Fiennes : Teja Kremke
- 2018 : Mille nuances de pluie (1000 Arten Regen zu beschreiben) d'Isabel Prahl : Oliver
- 2018 : Lysis de Rick Ostermann : Le fils
- 2019 : La Leçon d'allemand (Deutschstunde) de Christian Schwochow : Klaas Jepsen
- 2019 : Les Elfkins : Opération pâtisserie (Die Heinzels - Rückkehr der Heinzelmännchen) de Ute von Münchow-Pohl : Kipp (voix)
- 2020 : Une petite coupe (Ein kleiner Schnitt) de Marleen Valien (court-métrage) : Wilhelm
- 2023 : Seneca : Lucilius

### Téléfilms
- 2010 : Un père en sursis (Der verlorene Vater) de Hermine Huntgeburth : David Salzbrenner
- 2010 : Tod in Istanbul de Matti Geschonneck : Sascha Kleinert
- 2010 : Das Zeugenhaus de Matti Geschonneck : Werner Krollmann
- 2016 : Le Lapin blanc (Das weiße Kaninchen) de Florian Schwarz : Kevin
- 2022 : Le Faussaire (de) de  Maggie Peren  : Cioma Schönhaus

### Séries télévisées
- 2010 : Danni Lowinski : Fabian Lüdtke (saison 1, épisode 12)
- 2011 : Alerte Cobra : Alexander Behrens (saison 29, épisode 6)
- 2011 : Wilsberg : Max Rensing (épisode 34)
- 2012 : Wilsberg : Max Rensing (saison 1, épisode 34)
- 2013 : Stolberg : Dennis Kessler (saison 12, épisode 1)
- 2013 : Division criminelle : Felix Voller (saison 10, épisode 1)
- 2016 : Der kleine Rabe Socke, die serie : Le petit corbeau
- 2017 : You Are Wanted : Dalton (5 épisodes)
- 2017 : SCHULD nach Ferdinand von Schirach : Leonhard Tackler (saison 2, épisode 3)
- 2017 - 2020 : Dark : Jonas Kahnwald
- 2022 : Life After Life (en) : Jürgen (2 épisodes)
- 2023 : Toute la lumière que nous ne pouvons voir : Werner Pfennig
- 2024 : Masters of the Air : Haussmann (saison 1, épisode 6)

## Récompenses
- 2012 : prix spécial nouveaux visages (New Faces Award) pour Tom Sawyer
- 2014 : Bavarian Film Award dans la catégorie Meilleur acteur jeune pour son rôle dans Freistatt
- 2015 : nomination au prix Max Ophüls du meilleur acteur jeune pour Freistatt
- 2015 : prix "Clion" du meilleur acteur au festival international du film historique de Waterloo pour Freistatt
- 2015 : prix du meilleur acteur au festival international du film de Tokyo pour son rôle dans Under sandet (Les Oubliés)
- 2016 : Bodil (Danish Criticq 'Award) du meilleur acteur de soutien dans Under sandet (Les Oubliés)
- 2016 : nomination pour le "Robert" (prix du film danois) du meilleur acteur dans Under sandet  (Les Oubliés)
- 2016 : prix du meilleur acteur au festival international du film de Pékin pour son rôle dans Under sandet (Les Oubliés)
- 2016 : prix de l'acteur allemand dans la catégorie prix du jeune artiste pour Freistatt
- 2016 : prix spécial du Prix du cinéma allemand « Jaeger-LeCoultre Hommage au film allemand » pour une performance exceptionnelle d'acteurs allemands dans un film international à Under sandet (Les Oubliés)
- 2017 : Askania Award dans la catégorie Shooting Star[1]
- 2018 : Golden Camera (Young Talent Award)
- 2018 : Jupiter dans la catégorie Meilleur acteur de télévision allemand pour Dark